# 土曜はカラフル!!!
『土曜はカラフル!!!』（どようはカラフル）は、東京メトロポリタンテレビジョン（TOKYO MX）で放送されている情報番組。

## 概要
2019年4月に『日曜はカラフル!!』として放送開始。TOKYO MX日曜昼の大型生放送番組は『激論!サンデーCROSS』以来、約半年ぶりとなる。
東京都民の本音を映し出し、東京をめいっぱい楽しむことができる、東京に密着した情報を発信する。
アンミカのファッションチェックや、東京にある国際色豊かな料理店の紹介など、「衣住食学遊+金」をテーマにカラフル（多彩）な情報をお届けする。
2020年度より番組名の「!」（感嘆符）が1つ増えたほか、月替わりのアシスタントが登場する。
しかし、新型コロナウイルスの感染拡大により、出演者や社員・スタッフ、番組制作の全ての関係者の感染予防を最優先に考慮したため、同年4月12日・19日の放送を休止、さらに社内外の情勢の変化を踏まえ、4月26日の放送も休止されたが、5月10日に放送を再開した。
2020年10月4日より放送時間が11:55 - 12:50に短縮。
2022年4月2日より土曜の12:00 - 12:55に移動となり、タイトルも『土曜はカラフル!!!』に変更。日曜時代は生放送だったが、土曜に移動してからは収録番組になった。
2022年10月1日はMCのアンミカがミュージカル出演のため不在となり、10月MCの屋良朝幸と小原ブラスが代役となった。
2023年4月より、番組テーマを「あなたの"好き"を全力肯定」とし内容、構成をリニューアルした。
2023年6月3日放送分から在京民放キー局5社共同運営の動画配信サービス「TVer」での見逃し配信を開始した。
2024年10月期から日曜18:00 - 18:55に再移動となりタイトルは『日曜はカラフル2 天使篇』へと変更。
2025年3月30日の放送をもって終了した。

## 主なコーナー

### 現在
アンミカの「愛言葉」
アンミカがタイトルコールの前に20 - 30秒程、ポジティブになれる言葉を紹介する。
今週気になったカラフルTOPICS
1週間の間に「気になった」トピックを色ごとに楽しく紹介する。
推しを思って作りたい!おしあわせレシピ
後述の"本当の3分間クッキング"のリニューアル版。3分間で推しに愛を捧げる料理をつくる。
赤裸々トーク!人生は金なり!
ゲストの「お金の使い道」や「金銭感覚」を通じて、知られざる「ゲストの素顔」を発見する"覗き見トークコーナー"。
墓場まで持っていきたい話
街行く人々に「人には言えない内緒話」や「心の中で大切にしておきたいエピソード」を聞いていく、心温まるドキュメンタリー企画。
こたえてアンミカさん!
街の悩める人の悩みを10秒でアンミカが答える企画。
世界のカラフルライフスタイル
クリス松村が世界の健康や食文化を都内にある大使館や大使公邸を訪問し、学ぶ企画。

### 過去
街と視聴者をつなげ!! 映える青空生中継
リポーターの徳光が日曜の午後を楽しめるイベントの映えポイントを現場からお届けする。さらに、『脳育ダンスバラエティ オドルポリタン』とコラボして、ダンスをしながら天気を伝える。
THE 国際"食" ～世界のレシピ～
世界の様々な国際色豊かな料理店を紹介する。都内にある外国料理店を取材し、人気のメニューやなぜ日本で働いているのかを聞き込みする。スタジオではその国の家庭料理を調理する。
アンミカのポジティブファッションチェック
ゲストの「休日の私服」をファッションのプロであるアンミカが「頭から足の先まで」チェックし、あくまでポジティブな品評を行う。
本当の3分間クッキング
本当に3分間で出来る「時短レシピ」を紹介、スタジオで調理する。

## 出演者

### 現在
MC
- アンミカ

マンスリーアシスタント
- 内博貴（2020年4月、8月、10月、2021年3月、5月、7月、9月、2022年1月、4月、8月、11月、2023年3月、6月、9月）[2]
- 中山優馬（2020年5月、7月、12月、2021年2月、6月、8月、11月、2022年2月、5月、9月、12月、2023年1月、4月、7月、10月）
- 屋良朝幸（2020年6月、9月、11月、2021年1月、4月、10月、12月、2022年3月、6月、7月、10月、2023年2月、5月、8月）

カラフルズ
ここでは、公式サイトにカラフルズとして掲載されているメンバーを記載。
- クリス松村
- ミチ
- よしあき
- タナカガ(パパラピーズ)(2021年4月 - )[10]
- 當間ローズ

準レギュラー
ここでは、公式サイトにカラフルズと紹介される時もあり、ゲストと紹介される時もある人を記載。
- chay
- 森本晋太郎（トンツカタン）
- 末吉9太郎（CUBERS）
- 黄皓
- 関巴瑠花

### 過去
アシスタント
- 田中大貴（2019年4月7日 - 9月29日）

リポーター
- 徳光正行（2019年4月7日 - 2020年3月29日）

カラフルズ
- 有村昆（2019年4月7日 - 2021年3月28日）
- フワちゃん-土曜移行後に出演しなくなった理由は裏番組である『ゼロイチ』に出演しているため。日曜時代にはその裏番組である『スクール革命!』や『アッコにおまかせ!』にも不定期的に何度か出演していた。
- ryuchell(2021年4月 - 2023年7月)[10][11]

## 放送時間
- 土曜日 12:00 - 12:55
  - 放送開始当初からエムキャスで同時配信されている。
  - 2020年9月27日までは日曜日 11:30 - 12:55
  - 2020年10月4日 - 2022年3月27日は日曜日 11:55 - 12:50